# Рабочая группа ООН по произвольным задержаниям
Рабо́чая гру́ппа ООН по произво́льным задержа́ниям — квазисудебный орган («специальная процедура» Совета по правам человека ООН) который расследует случаи произвольного лишения свободы, которые предположительно противоречат нормам Всеобщей декларации прав человека или других международно-правовых актов по этому вопросу, признанных соответствующими государствами. Рабочая группа была создана в 1991 году и (в отличие от Комитета ООН по правам человека и иных подобных договорных инструментов) рассматривает сообщения о произвольных задержаниях даже если государство, в отношении которого подана жалоба, не признало юрисдикцию Рабочей группы. В отличие от других международных договорных инструментов, Рабочая группа может рассматривать случаи произвольных задержаний по своей инициативе — без наличия жалобы потерпевшего. В отличие от других договорных инструментов для обращения в Рабочую группу не требуется прохождения каких-либо национальных судебных (или квазисудебных) инстанций. По результатам рассмотрения жалобы о произвольном задержании Рабочая группа выносит рекомендации правительствам по освобождению и (или) компенсации лиц, чье задержание было признано произвольным. Данные рекомендации не являются обязательными для исполнения, но иногда национальные власти их исполняют. Рабочая группа отслеживает исполнение своих рекомендаций. Юрисдикция Рабочей группы охватывает все страны-члены ООН. Рассмотрение жалобы заявителя Рабочей группой является основанием для отказа в рассмотрении его жалобы такого же содержания Европейским судом по правам человека. В России решение Рабочей группы о факте произвольности лишения свободы заявителя не дает заявителю права обратиться в суд с ходатайством о пересмотре дела по новым обстоятельствам.

## История
Рабочая группа по произвольным задержаниям была создана в 1991 году на основании принятой консенсусом резолюции № 1991/42 Комиссии по правам человека ООН в качестве Специальной процедуры Комиссии. Пункт 2 резолюции 1991/42 гласил:

учредить на трёхлетний период рабочую группу в составе пяти независимых экспертов, возложив на неё задачу расследовать случаи произвольного задержания или иные случаи задержания, не согласующегося с соответствующими международными нормами, изложенными во Всеобщей декларации прав человека или в других международно-правовых документах по этому вопросу, признанных соответствующими государствами
Мандат Рабочей группы продлевался и уточнялся резолюциями Комиссии по правам человека ООН № 1994/32, 1997/50, 2000/36, 2003/3114. В 2006 году взамен Комиссии был учреждён Совет по правам человека. Своим решением № 2006/102 Совет подтвердил полномочия всех специальных процедур упраздненной Комиссии, включая Рабочую группу. В последующем мандат Рабочей группы продлевался резолюциями Совета № 6/4 (2007 год), 15/18 (2010 год) и 24/7 (2013 год).
Постепенно Комиссия расширяла полномочия Рабочей группы. Первоначально Рабочая группа рассматривала только случаи досудебного лишения свободы. С середины 1990-х годов Рабочая группа стала рассматривать также дела, по которым национальный суд вынес окончательное решение. До 2006 года Рабочая группа не принимала решений в отношении жалобы, если лицо было освобождено в ходе рассмотрения жалобы. Однако затем Рабочая группа стала продолжать рассматривать жалобы в отношении таких лиц, указывая в итоговых мнениях, что властям следует выплатить этим людям компенсации.

## Правовой статус Рабочей группы
Нормативной основой деятельности Рабочей группы является положение статьи 22 Устава ООН, согласно которому «Генеральная Ассамблея уполномочивается учреждать такие вспомогательные органы, которые она сочтёт необходимыми для осуществления своих функций».
Юридически Рабочая группа относится к так называемым «специальным процедурам» Совета по правам человека (ранее — Комиссии по правам человека). Однако только Рабочей группе (в отличие от других 55 «специальных процедур» Совета по правам человека) присущи черты квазисудебного органа:
- Мандат Рабочей группы прямо предусматривает полномочие рассматривать индивидуальные жалобы (пункты 2 и 3 Резолюции Комиссии 1991 /42)21);
- Мандат Рабочей группы предполагает осуществление правоприменительной функции — оценки правомерности конкретного задержания с точки зрения международного права, в том числе с точки зрения Международного пакта о гражданских и политических правах (пункт 2 Резолюции Комиссии 1991/42, пункты 7 и 17 Уточнённых методов работы Рабочей группы).

Европейский суд по правам человека рассматривает Рабочую группу как иной договорной механизм, обращение в который лишает заявителя права на обращение в ЕСПЧ. В частности, ЕСПЧ в решениях по делам «Перальди против Франции», «Иллиу и другие против Бельгии» и «Гюрдениз против Турции» признавал, что рассмотрение обращения в Рабочей группе является «другой процедурой международного разбирательства или урегулирования» по смыслу пункта 2(Ь) статьи 35 Конвенции о защите прав человека и основных свобод. В деле «Перальди против Франции» ЕСПЧ провёл прямую аналогию между Рабочей группой и Комитетом по правам человека. Жалоба Перальди была признана ЕСПЧ неприемлемой несмотря на то, что аналогичную жалобу в Рабочую группу подал не сам Перальди, а его брат. Причем жалоба адвоката Перальди в ЕСПЧ была подана в январе 2005 года, тогда как в Рабочую группу брат Перальди обратился позднее — в марте 2005 года.

## Требования к жалобам
Рабочая группа не требует от заявителя исчерпать внутригосударственные средства правовой защиты. При этом заявитель может, если сочтет нужным, исчерпать внутригосударственные средства правовой защиты. Например, Д.В. Матвеев подал жалобу в Рабочую группу после того как исчерпал все предусмотренные законодательством Российской Федерации способы обжалования судебного приговора. Кроме того, Рабочая группа наделена правом инициировать рассмотрение дел по собственной инициативе, что делает крайне редко. Жалобу в Рабочую группу может подать любое лицо, в том числе которое само не подвергнуто лишению свободы.

## Порядок рассмотрения жалоб
По состоянию на 2015 год процедура рассмотрения индивидуальных обращений в Рабочей группе была следующей. В соответствии с пунктом 15 Уточнённых методов работы сообщение о предполагаемом нарушении пересылалось правительству с предложением направить свои соображения Рабочей группе в течение 60 дней. Ответ правительства пересылался автору жалобы для любых дополнительных замечаний. Эта процедура была аналогичной той, которая существовала на тот момент в Комитете по правам человека ООН при рассмотрении индивидуальных жалоб. В своём втором ежегодном отчёте в 1993 году Рабочая группа оценивала свою процедуру: «Использование состязательной — а не инквизиционной — процедуры является единственным вариантом, который позволит [рабочей группе] выполнить требование объективности, предъявляемое к ней Комиссией по правам человека в параграфе 4 резолюции 1991/42».
Рабочая группа состоит (на 2015 год) из пяти независимых экспертов, которые действуют в личном качестве (пункт 46 Резолюции Совета по правам человека ООН 5/1). При рассмотрении дела, затрагивающего страну, гражданином которой является один из членов Рабочей группы (в любой иной ситуации конфликта интересов) этот член не принимает участия в обсуждениях (пункт 5 Уточнённых методов работы). Итоговое "мнение" Мнение Рабочей группы является мотивированным - содержит правовые основания. В качестве правовых оснований Рабочая группа основывается на следующем:
- Международный пакт о гражданских и политических правах (пункт 7 Уточнённых методов работы) - только в отношении тех стран, которые этот пакт ратифицировали (пункт 5 Резолюции Комиссии по правам человека ООН 1997/50);
- Собственная правоприменительная практика (как международный судебный орган);
- Практика иных международных судов. Так мотивировочная часть Мнения Рабочей группы № 8/2013 в отношении Д. В. Матвеева (по жалобе, поданной против России) в значительной степени основана на практике ЕСПЧ.

Согласно пункту 17 Уточнённых методов работы Рабочая группа вправе принять одно из четырёх видов решений, включая мнение о произвольном характере лишения свободы (пункт 17(ё)). Лишение свободы Рабочая группа квалифицирует по одной или нескольким из пяти юридически значимых категорий произвольного задержания (пункт 8 Уточнённых методов работы). Этим Рабочая группа отличается от Рабочей группы ООН по вопросу о насильственных или недобровольных исчезновениях, которая не устанавливает причин исчезновения пропавших лиц и не решает вопрос об ответственности за их исчезновение (решение ЕСПЧ по делу Малсагова и другие против России).
Согласно пункту 17(ё) Уточнённых методов работы в случае установления произвольного характера задержания Рабочая группа выносит рекомендации в адрес соответствующего государства. Так в Мнении № 8/2013 в отношении Д. В. Матвеева Рабочая группа указала властям России в числе возможных мер по устранению нарушения прав заявителя его освобождение и предоставление ему права на компенсацию в соответствии с пунктом 5 статьи 9 Международного пакта о гражданских и политических правах.

## Статистика решений и их исполнение
Решения Рабочей группы по итогам обращений первоначально назывались «решения» (decisions). Затем Рабочая группа стала называть такие документы «мнениями» или «соображениями» (opinions/views), что было зафиксировано в пункте 7 Резолюции Комиссии по правам человека ООН 1997/5018. Юридически решения Рабочей группы необязательны. Тем не менее Рабочая группа не только просит национальные власти исполнять свои "мнения", но и также отчитаться об этом исполнении. Так в пункте 8 Резолюции 1997/50 Комиссия по правам человека «просит соответствующие государства учитывать соображения Рабочей группы и в случае необходимости предпринимать адекватные меры по исправлению ситуации лиц, произвольно лишённых свободы, и информировать Рабочую группу о принятых мерах».
В соответствии с пунктом 19 Уточнённых методов работы «Мнения, принятые Рабочей группой, доводятся до сведения Совета по правам человека в её ежегодном отчёте». В соответствии с пунктом 20 Уточнённых методов работы «правительствам, источникам и другим участвующим лицам следует информировать Рабочую группу о последующих действиях, предпринятых в соответствии с рекомендациями Рабочей группы, содержащимися указанных в её мнении. Информация об исполненных мнениях, а также о реакциях национальных властей на принятые в отношении них мнения приводится в ежегодных отчётах Рабочей группы Совету по правам человека ООН.
Юрист Григорий Вайпан в 2015 году отмечал отсутствие систематизированных сведений о реакции национальных властей на принятые в отношении них мнения Рабочей группы. Тем не менее Вайпан на основе ежегодных отчетов Рабочей группы подсчитал, что за период с 1994 по 2013 годы Рабочая группа приняла мнения о произвольности задержания 2835 человек, из которых по данным Рабочей группы были освобождены (либо смягчен приговор) 854 человек (17,5 %). Из этих 854 человек улучшение положения после принятия мнения коснулось 818 человек, из которых в свою очередь положение 796 лиц было изменено в лучшую сторону в течение одного года с момента принятия мнения. Вместе с тем, невозможно точно определить кто из освобожденных был освобожден именно на основании согласия национальных властей с мнением Рабочей группы. Формальные основания для освобождения (после принятия Рабочей группой мнения) были разные:
- Помилование (Мнение № 10/2007 в отношении Ливана);
- Амнистия (Мнение № 13/2007 в отношении Вьетнама);
- Решение верховного суда страны (мнение № 67/2011 в отношении Мексики);
- Президентский декрет (мнение № 38/2013 в отношении Камеруна, причем в этом случае власти Камеруна поблагодарили Рабочую группу за мнение, подчеркнув эффективность мнений по ликвидации практики произвольных задержаний).

Мотивы отклонения мнений Рабочей группы национальными властями были следующие:
- Заявитель не исчерпал все национальные средства правовой защиты. На этом основании возражали США (Мнение № 19/2005) и Аргентина (Мнение № 20/2013);
- Ограниченность мандата Рабочей группы международным правом прав человека, что исключает возможность принимать решений в случаях применимости международного гуманитарного права (Мнения в отношении США № 44/2005, 29/2006);
- Несоответствие Мнения Рабочей группы фактическим обстоятельствам дела, то есть власти считают, что вопреки позиции Рабочей группы все права задержанного (осуждённого) лица были соблюдены (Мнение № 37/2012 в отношении Испании, Мнение № 8/2012 в отношении Саудовской Аравии, Мнение № 48/2011 в отношении Индонезии, Мнение № 33/2006 в отношении США, Мнение № 9/2005 в отношении Мексики, Мнение № 9/2003 в отношении Кубы);
- Мнения Рабочей группы рассматриваются властями как необоснованные, недостаточно аргументированные и политически мотивированные (Мнение № 17/2009 в отношении Испании, мнение № 39/2012 в отношении Белоруссии).

Тем не менее даже при несогласии с мнением рабочей группы некоторые государства идут с ней на сотрудничество в деле, по которому вынесено мнение. Так, некоторые страны предоставили Рабочей группе гарантии прав задержанных лиц (Мнение № 9/2009 в отношении Япония и Мнение № 25/2013 в отношении Марокко). Саудовская Аравия указала на готовность сотрудничать с Рабочей группой (Мнение № 9/2007). Иногда государства просят Рабочую группу пересмотреть принятое мнение. Так, поступили власти Анголы (мнение № 54/2011), Вьетнама (мнение № 46/2011), Швейцарии (мнение № 4/2011), Эфиопии (мнение № 62/2012) и Испании (мнение № 37/2012).

## Рабочая группа и Россия
По состоянию на 2013 год Рабочая группа рассмотрела 5 жалоб в отношении России на произвольное лишение свободы:
- Мнение № 14/1997 (в отношении А. К. Никитина, так как заявитель был освобождён до завершения рассмотрения обращения, то решение по существу дела Рабочая группа не приняла);
- Мнение № 9/1999 (в отношении Г. М. Пасько, которым задержание было признано произвольным);
- Мнение № 14/2001 (в отношении И. В. Сутягина, которым задержание не было признано произвольным);
- Мнение № 28/2005 (в отношении С. П. Бахмина, которым задержание не было признано произвольным);
- Мнение № 8/2013 (в отношении Д. В. Матвеева, которым задержание было признано произвольным).

Таким образом, на 2013 год Рабочая группа признала два случая лишения свободы по решению российских судов произвольными задержаниями. Заявитель Д. В. Матвеев, в отношении которого Рабочая группа признала факт произвольного задержания, подал жалобу в Конституционный суд Российской Федерации. Судья Конституционного суда Российской Федерации в связи с предварительным изучением жалобы Матвеева обратился за помощью к amicus curiae, один из которых (юрист Григорий Вайпан) подготовил заключение для суда. Тем не менее Конституционный суд Российской Федерации своим Определением от 9 июня 2015 года № 1276-О отказался принять жалобу Матвеева к рассмотрению и указал, что решение Рабочей группы само по себе не дает заявителю права на обращение в суд для пересмотра дела по новым обстоятельствам. Конституционный суд Российской Федерации указал, что прокуратура может на основании решения Рабочей группы подать (если сочтет нужным) представление о пересмотре уголовного дела по новому обстоятельству.
В Определении Конституционного суда Российской Федерации от 9 июня 2015 года № 1276-О сказано следующее:

…мнения Рабочей группы по произвольным задержаниям, включая резолютивную их часть, не
содержат требований к государству — участнику Международного пакта о гражданских и политических правах: в пункте 77 своего решения, как оно изложено на русском языке — рабочем языке ООН (A/HRC/WGAD/2013/8),
Рабочая группа просит (requests) Российскую Федерацию (а не обращается к ней с требованием, как указано в нотариально заверенном переводе, приложенном к жалобе заявителя в Конституционный Суд Российской Федерации) принять необходимые меры для исправления положения Д. В. Матвеева.
Рабочая группа вправе, в частности, дать обстоятельствам дела правовую оценку, вынести об этом мнение и, при наличии к тому оснований, просить (призвать) государство принять соответствующие меры по делу
лица, в отношении которого данное мнение состоялось. Ее мнения сами по себе не обязывают Российскую Федерацию безусловно и полностью признать установленные Рабочей группой факты, их правовую
квалификацию или выполнить заведомо определенные процессуальные действия, такие как отмена или пересмотр состоявшихся по уголовному делу судебных решений. Полномочия предписывать заинтересованному государству какие-либо действия мандатом Рабочей группы не предусмотрены. Такими полномочиями не обладала Комиссия по правам человека, при которой прежде функционировала Рабочая группа, их нет и у Совета по правам человека, при котором она продолжает свою работу, а значит, ни та, ни другой не могли предоставить своему мандатарию полномочий, которых не имеют сами. Из практики реагирования различных государств на принятые Рабочей группой мнения также не следует, что ее просьбы (призывы) исполняются как обязательные предписания. Тем самым право принимать решения относительно необходимости мер, предлагаемых Рабочей группой, остается за Российской Федерацией.
Такой подход к мнениям Рабочей группы аналогичен отношению Конституционного суда Российской Федерации к соображениям Комитета ООН по правам человека. В 2012 году Конституционный суд Российской Федерации в своем Определении отметил, что Соображения Комитета Конституционный Суд РФ являются поводом для вынесения прокурором постановления о возбуждении производства по уголовному делу ввиду новых обстоятельств, если выявленные Комитетом нарушения положений Международного пакта о гражданских и политических правах не могут быть исправлены в ином порядке, а их устранение необходимо для обеспечения правосудности вступившего в законную силу приговора (определения, постановления) суда и восстановления прав и законных интересов граждан и иных лиц.
Тем не менее Пленум Верховного суда Российской Федерации установил в пункте 10 своего постановления от 14 декабря 2021 года № 43 «О применении судами норм главы 49 Уголовно-процессуального кодекса Российской Федерации, регулирующих возобновление производства по уголовному делу ввиду новых или вновь открывшихся обстоятельств по заключению прокурора», что сведения, содержащиеся в соображениях Рабочей группы (как и в соображениях Комитета), являются достаточным поводом и основанием для вынесения прокурором постановления о возбуждении производства ввиду новых обстоятельств, если выявленные этими органами нарушения положений международных договоров РФ не могут быть исправлены в ином порядке, а их устранение требуется для обеспечения правосудности вступившего в законную силу судебного решения.